# Tessenderlo
Ne doit pas être confondu avec Tessenderlo Chemie.
Tessenderlo est une commune néerlandophone de Belgique située en Région flamande dans la province de Limbourg.
La population est d’environ 19 000 habitants pour une superficie totale de 51,35 km2.
La commune devrait fusionner avec celle de Ham le 1er janvier 2025.

## Héraldique
|  | La commune possède des armoiries qui lui ont été octroyées le 23 juillet 1858 et à nouveau le 9 février 1994. Elles sont basées sur les vieux sceaux du village, connus depuis le XVe siècle. Tous les sceaux montrent le saint patron local, Saint Martin de Tours. Les armoiries n’ont pas été changés en 1994, seul le blasonnement a été modernisé. Blasonnement : D'azur à un Saint-Martin à cheval, coupant, avec son épée, son manteau dont il donne la moitié à un mendiant boiteux, posé sur une terrasse, le tout d'or. Source du blasonnement : Heraldy of the World. |

## Toponymie
Le nom proviendrait peut-être du nom latin Taxandria qui était le nom de la région au temps des romains.

## Histoire

### Catastrophe de Tessenderlo
Le 29 avril 1942, en pleine occupation allemande de la Belgique pendant la Seconde Guerre mondiale, une grave explosion a lieu dans la société « Produits Chimiques de Tessenderlo » (PCT) (aujourd'hui dénommée Tessenderlo Chemie), détruisant une grande partie des environs et faisant 189 morts et 900 blessés. Les occupants allemands soupçonnèrent un sabotage mais la vraie raison est probablement un accident causé par le non-respect des règles de sécurité par les ouvriers lors de l'utilisation de nitrate d'ammonium qui est un composé explosif. Contre la volonté des habitants, la société a été reconstruite au même emplacement au lieu d'être implantée dans la zone industrielle le long du canal Albert, qui est à bonne distance des habitations. C'est l'un des accidents les plus graves de la liste d'accidents industriels impliquant du nitrate d'ammonium ainsi que l'une des catastrophes les plus meurtrières de Belgique.
Depuis, la société est un site classé Seveso seuil haut.

## Démographie
- Source : DGS - Remarque: 1806 jusqu'à 1981=recensement; depuis 1990=nombre d'habitants chaque 1er janvier[3].

## Personnalités liées à la commune
- Kate Ryan (1980), chanteuse, y est née.
- Louis Verbeeck, (1932), écrivain, y est né
- Minus van Looi, pseudonyme de Benjamin Vandervoort (1892-1952), écrivain, y est né

- Tia Hellebaut, née en 1978, ancienne championne olympique de saut en hauteur en 2008 à Pékin, y habite.
- Wim Vandeven, né en 1965, entraîneur et compagnon de Tia Hellebaut, y habite.

- Alice Nahon, (1896-1933) (Poétesse), y a séjourné.
- Broeder Max, (1903-1973) artiste peintre, y a séjourné.

## Patrimoine et curiosités

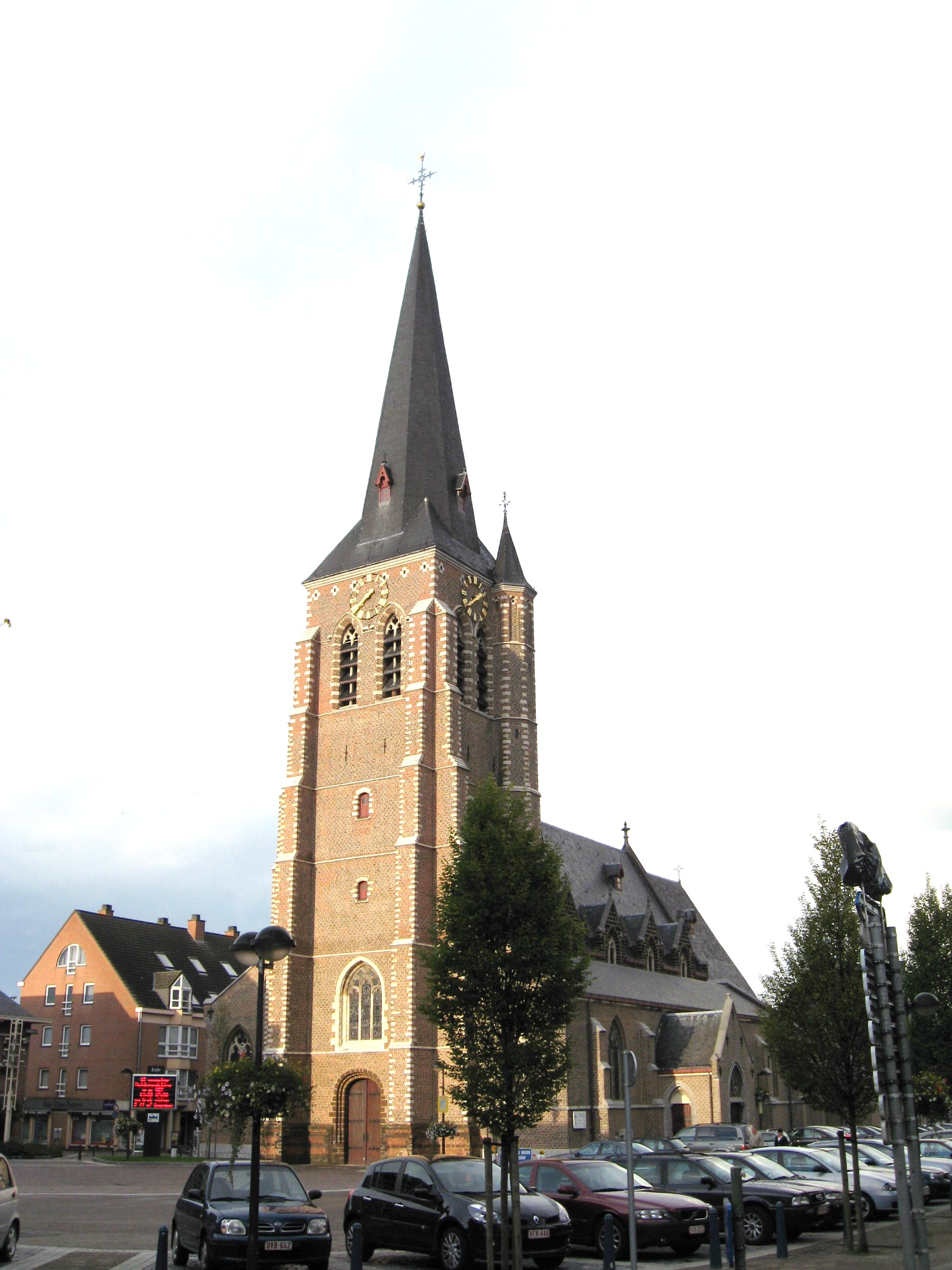
Église Saint-Martin

- Église Saint-Martin (Sint Martinuskerk) (XIVe – XVe siècles)
- Église Sainte-Lucie (Sint Luciakerk) (XVIIe – XIXe siècles) à Engsbergen.
- Doyenné sur la place du marché

La commune possède sur son territoire une réserve naturelle de 945 ha dont le nom est Gerhagen.

## Économie
- Tessenderlo Chemie, groupe industriel international.
- Usine produisant le Foamglas et distribuant son isolant thermique partout en Europe, fabriqué à partir de pare-brise recyclé.